# Liliochvostec mohutný
Liliochvostec mohutný (Eremurus robustus) je statná a vytrvalá cizokrajná rostlina, jeden z mnoha druhů rodu liliochvostec. Tato bylina je původem z polopouštních oblastí Střední Asie a bývá pěstována pro své přes půldruhého metru vysoké květenství tvořeno z  tisíců narůžovělých nebo bělavých květů.

## Ekologie
Druh pochází z pestré oblasti centrální Asie. Tam se vyskytuje od nížinných travnatých stepí přes podhůří až po horské louky, v nadmořských výškách okolo 3000 m, v pohořích Altaj, Pamír a Ťan-šan. Do kultury byl zaveden v roce 1870.
Rostlina ke správnému růstu potřebuje půdu hlubokou, živinami i humusem dobře zásobenou a propustnou. Během vegetace je na vodu náročná, ale snese i déle trvající sucho, nesnáší však zimní vlhkost. Její stanoviště se musí nacházet na plném slunci.

## Popis

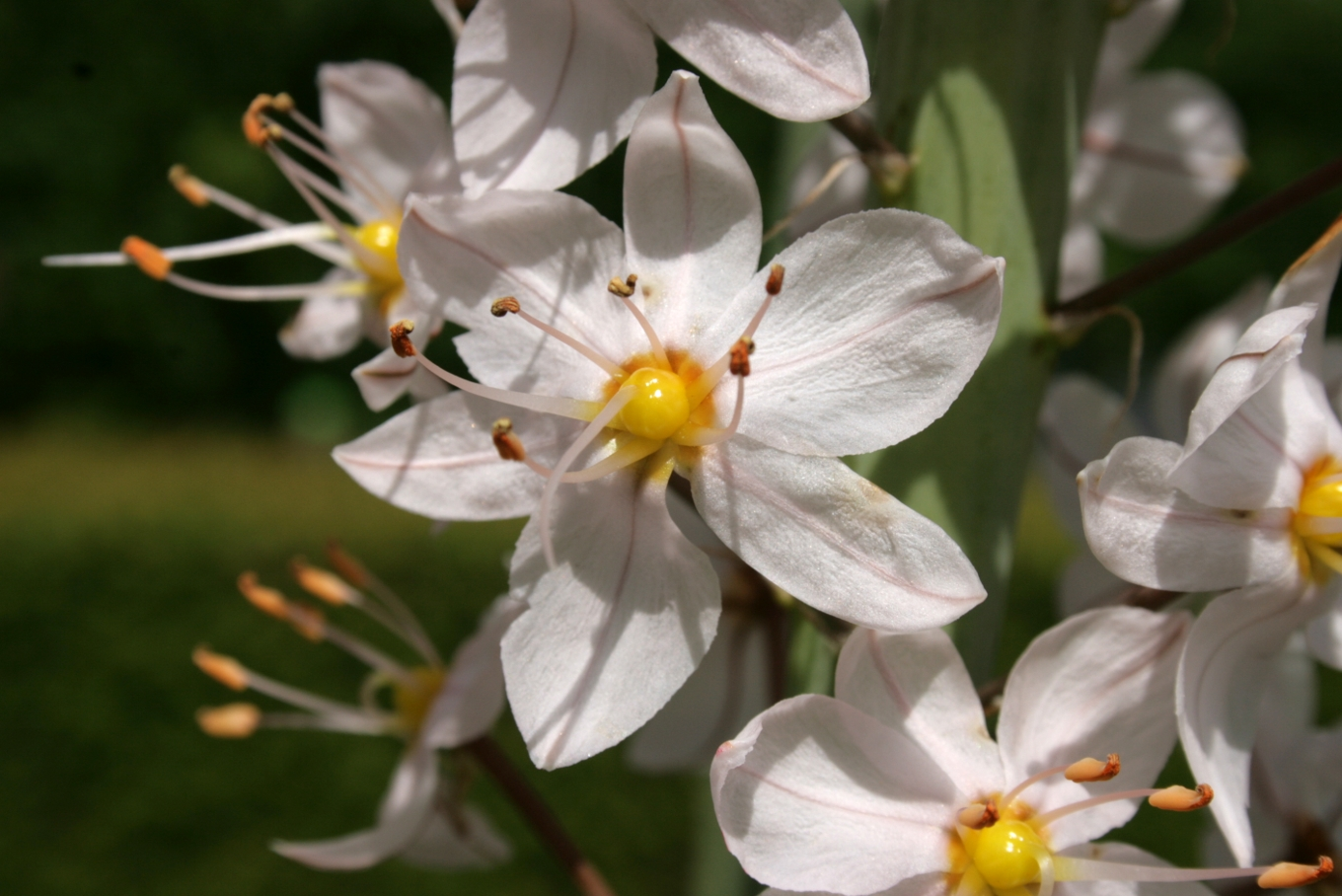
Květ

Vytrvalá rostlina, která patří k nejvzrůstnějším druhům celého rodu, dosahuje výšky až 3 m. Roste z masité hlízy která má krátké, asi 2 cm tlusté hnědé kořeny pavoukovitě rozložené a směřující šikmo dolů. Z hlízy na jaře velmi rychle vyroste růžice 13 až 20 tmavě zelených, čárkovitých, podélně žlábkovitě prohnutých nebo plochých vzpřímených listů dlouhých až 1 m. Z hlízy dále roste přímý zelenomodrý stvol s hroznovitým květenstvím složeným z až tisíce dotýkajících se květů. Květenství má tvar vzhůru se zužujícího válce a bývá dlouhé 1,5 až 2 m a tlusté 20 až 25 cm. stopkaté oboupohlavné květy mají šest světle růžových nebo bělavých okvětních lístků s našedlým proužkem na vnější straně. Rozkvetlý kolovitý květ bývá velký 2 až 3 cm. Šest tyčinek vystupujících z květů je světle růžových, prašníky jsou žluté stejně jako kulatý semeník. Květy rostou ve spirále a rozkvétají směrem vzhůru, obvykle kvetou jen jeden den a uvadají, současně nekvete více než 30 květů. Opyluje je létající hmyz sbírající pyl.
Plodem jsou kulovité trojpouzdré tobolky, 2 až 3 cm velké, které obsahují drobná trojhranná semena s křidélky. Ke konci léta tobolky dozrávají a nadzemní část rostliny usychá, zanikne i pupen hlízy ze kterého rostla. Na hlíze se však již v půli léta zakládá nový pupen z něhož příštím rokem vyroste nový stvol i listy. Pokud se rostliny přes zimní období chrání před vlhkem, musí být kryt několik centimetrů nad povrchem, aby se rašící pupen nepoškodil.

## Rozmnožování
Starší rostlina která vytvořila velký trs s více lodyhami se může po odkvětu rozdělit, ovšem na každém oddělku musí být pupen bez kterého se nová rostlina nevytvoří. Oddělené části jsou choulostivé a je lépe je nechat přezimovat ve skleníku a vysazovat až konce příštího léta.
Kvetoucí rostlina má velké množství dobře klíčících semen. Lze je po dozrání a dormanci v chladu vysévat přímo na záhon, nejvhodnější jsou semena ze spodních tobolek. Semenáčky začínají kvést obvykle až pátým rokem.

## Použití
Liliochvostec mohutný nachází své hlavní uplatnění především v zahradní a krajinářské tvorbě, uplatňuje se jako solitéra v trávnících i větších skalnatých partiích. Lze jej také využít jako řezanou květinu, stonek se odřízne v době kdy se prvé květy otvírají, ve vodě vydrží asi týden.
V zahradnické praxi se původní botanické druhy k výsadbě téměř nepoužívají, je vyšlechtěno mnoho speciálních variet a vytvořeni noví kříženci. To vše za účelem zvýšení trvanlivosti a rozmanitosti květů jakož i pro větší odolnost v nepříznivých klimatických podmínkách.